# Требации
Треба́ции (лат. Trebatii) — древнеримский малоизвестный плебейский род луканского происхождения, представители которого принадлежали к всадническому сословию и, по всей видимости, никогда не занимали высших магистратур.
В письменных источниках времён Античности упоминаются всего несколько членов этого рода:
- Требаций[1] (II в. - после/ок. 89 до н. э.) - италийский предводитель племени самнитов, пришедший в 89 году до н. э. на помощь жителям Канузия, осаждаемых Гаем Косконием[2];

- Гай Требаций Теста (ок. 84 до н. э. — 4) — юрист и военный деятель Римской республики, служил легатом в войске Гая Юлия Цезаря в Галльскую войну[3], друг Марка Туллия Цицерона[4] и Горация[5]. Как и его брат Квинт, был родом из Элеи, греческой колонии у побережья Тирренского моря;

- Квинт Требаций Теста (I в. до н. э.) — брат предыдущего. Так же являлся легатом Юлия Цезаря в его галльской кампании и, в отличие от Гая Требация, принял участие во втором вторжении Гая Юлия в Британию зимой — летом 55 гг. до н. э.